# Ana del Paso
Ana Cristina del Paso Gallego conocida como Ana del Paso (Madrid, 1961) es una periodista, profesora y analista de geopolítica y comunicación española. Ha desarrollado su trabajo en Nicaragua, Egipto o Chipre para la agencia EFE (1985-1992) y la revista Época (1993-2010). Es doctora en Ciencias de la Información por la Universidad Complutense de Madrid y profesora de relaciones internacionales en el Departamento de Periodismo y Comunicación Global. 

## Trayectoria
Inició su actividad profesional en la Agencia EFE en 1985, donde trabajó en el Servicio de Inglés, en la Sección de Política y en la de Internacional hasta 1989. Posteriormente hasta 1992 trabajó como redactora, enviada especial corresponsal de la agencia Centroamérica y Oriente Medio cubriendo diversos conflictos armados, entre ellos las cinco guerras balcánicas, la primera Guerra del Golfo, la primera Intifada, la guerra de Afganistán o la de El Salvador.
El último trabajo que llevó a cabo para la Agencia EFE fue como subdelegada para Oriente Medio, con base en Nicosia y posteriormente en El Cairo (1990-1992). Donde cubrió el intercambio de prisioneros entre Irán e Irak tras las guerra de 1980 a 1988, la invasión de Irak a Kuwait, la Primera Guerra del Golfo (1991), la crisis de refugiados del Kurdistán iraquí, la liberación de rehenes occidentales en Líbano, los juicios de presos iraquíes en Kuwait, la guerra del Líbano o los enfrentamientos palestino-israelíes, entre otros.
De 1992 a 1993 trabajó como redactora de mercados y finanzas en La Gaceta de los Negocios y posteriormente hasta 2010 en la revista Época como reportera y enviada especial para cubrir elecciones generales, conflictos armados, atentados y desastres naturales en distintas partes del mundo, desde Oriente Medio, Balcanes, Magreb, Europa y Asia (1993 -2010).
En 2010 se trasladó a Washington D. C. donde fue corresponsal freelance para medios españoles y estadounidenses (2010-2015). 
Es Doctora en Ciencias de la Información por la Universidad Complutense de Madrid, donde imparte un máster sobre Relaciones internacionales y conflictos armados, en la actualidad es profesora de Periodismo y Comunicación Global labor que compagina con la de analista y consultora freelance de instituciones como el Interamerican Defense School y think tanks de Estados Unidos.
En 2018 publicó "Reporteras españolas, testigos de guerra" con las investigaciones realizadas para su tesis doctoral con testimonios de 34 mujeres corresponsales españolas.

## Recuperando la memoria de las reporteras españolas
En 2018 publicó el libro “Reporteras españolas, testigo de guerra”  donde referencia el trabajo de 34 periodistas españolas especializadas en temas de internacional que han cubierto guerras y que han logrado realizar su trabajo entre el machismo y el paternalismo. La recopilación de las experiencias de sus protagonistas transforman el libro en un manual de periodismo básico.
Francisca de Aculodi, que en el siglo XVI empezó a reproducir en sus Noticias principales y verdaderas, impresas en San Sebastián, las noticias que llegaban de Bruselas y algunas otras locales; Concepción Arenal, que estudió Derecho vestida de hombre y cubrió las guerras carlistas como única mujer, Teresa de Escoriaza, corresponsal en Nueva York para La Libertad en 1921, Carmen de Burgos ‘Colombine’ presente en la guerra hispano-marroquí y Sofía Casanova la primera corresponsal permanente en el exterior, que cubrió para ABC la Primera Guerra Mundial, fue la única española en presenciar la Revolución Rusa de 1917 y la primera informadora extranjera en entrevistar a León Trotski, periodistas que cubrieron la Primera Guerra Mundial, la guerra de Marruecos, reporteras de finales del siglo XX como Carmen Sarmiento, Rosa María Calaf, Maruja Torres, Ángela Rodicio, Pilar Requena o María Dolores Masana. Entre las reporteras actuales destaca la fotoperiodista Maysun, española de origen palestino que ha trabajado en Birmania, en la guerra de Kósovo o Siria publicado portadas en Time Magazine, The New York Times, Der Spiegel o The Guardian, Olga Rodríguez o Mónica Bernabé en Afganistán.
El libro forma parte del trabajo de su Tesis Doctoral “Rol de las mujeres periodistas españolas en la cobertura de conflictos armados” (2015) en la que analizó más de 300 trabajos y de su investigación predoctoral DEA “La mujer viajera como actor del proceso de comunicación” (2002).

## Premios y reconocimientos

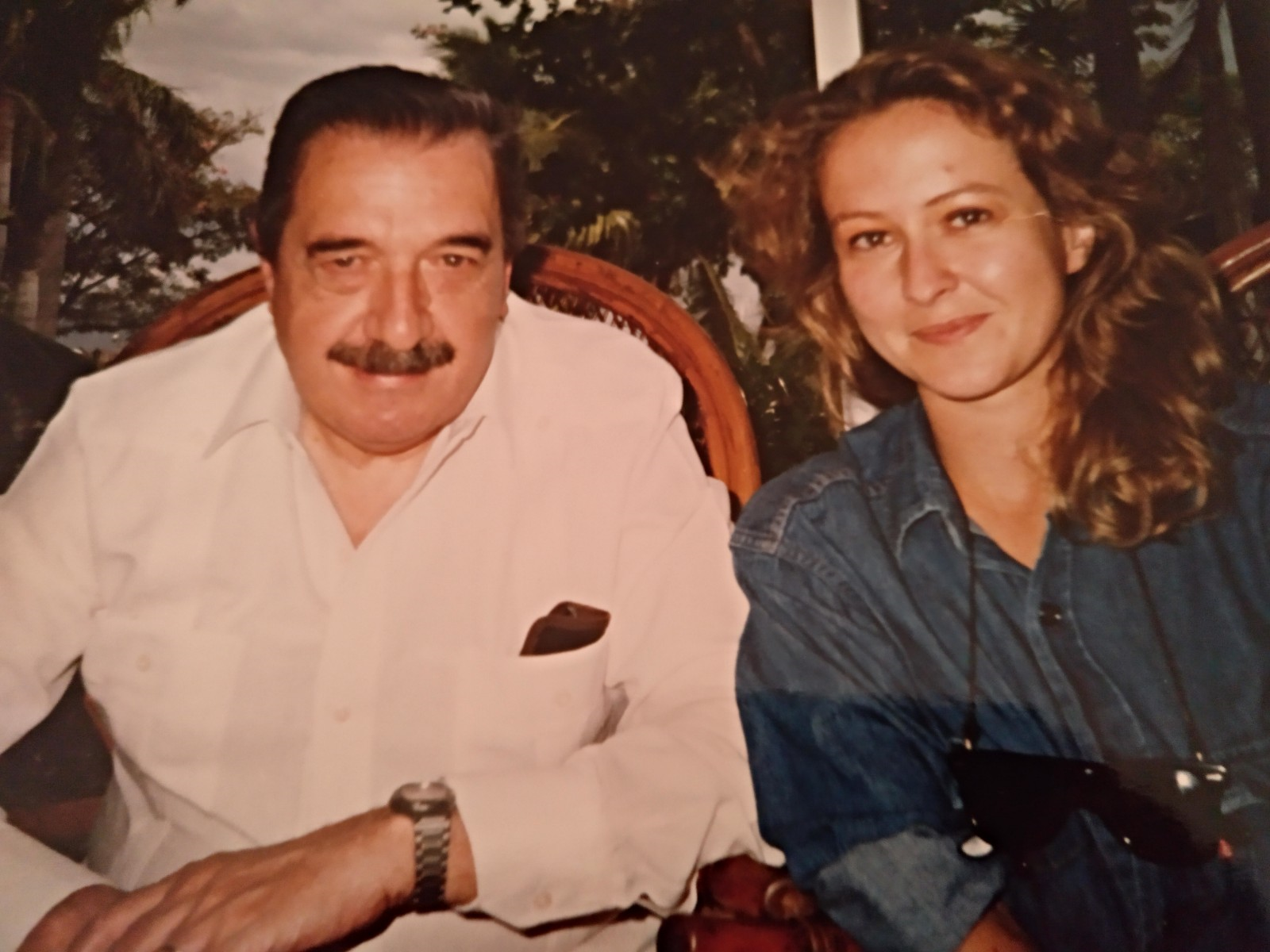
Ana del Paso con el expresidente de Argentina Raúl Alfonsín, durante las elecciones de Nicaragua.

- Premio UNICEF de Periodismo por su cobertura en la guerra del Golfo en Irak (1991).[10]
- Primer Premio Ejército de medio impreso otorgado por el Estado Mayor del Ejército (1997).
- Primer Premio Elcano de Periodismo otorgado por la Armada (1997).
- Segundo Premio Ejército del Aire (1998).

## Publicaciones
- Egipto, Editorial Jaguar, Madrid, 1999,
- Mujeres aviadoras en la Segunda Guerra Mundial, autora del prólogo. Escrito por Santiago Fernández, Editorial, CECAF, 2016
- “Reporteras españolas, testigo de guerra. De las pioneras a las actuales” (Editorial Debate, Barcelona, 2018)